# Dipartimento di Birkelane
Il dipartimento di Birkelane (fr. Département de Birkelane) è un dipartimento del Senegal, appartenente alla regione di Kaffrine. Il capoluogo è la città di Birkelane.
Il dipartimento di Birkelane comprende 1 comune (il capoluogo Birkelane) e 2 arrondissement, a loro volta suddivisi in 4 comunità rurali.
- Keur Mboucki
- Mabo